# 코르시카어
코르시카어(코르시카어: Corsu)는 프랑스령 지중해 섬인 코르시카에서 사용되는 로망스어 계열의 언어이다. 사르데냐 섬의 북부에서도 사사리어와 갈루라어라는 코르시카어와 방언연속체를 이루는 언어들이 사용되고 있다. 코르시카어는 이탈리아 반도의 언어와 매우 연관이 깊으며, 특히 표준 이탈리아어의 모체가 되는 토스카나어와 관계가 깊어 이탈리아-달마티아어의 일종으로 분류된다. 이는 코르시카를 프랑스의 다른 지역들과 구분짓는 정체성의 상징 중 하나이다. 프랑스 정부는 강력한 프랑스 표준어 중시 및 지역어 경시 정책을 펴고 있어 공용어로 인정받은 다른 유럽 지역어와 달리 공용어 지위를 얻지 못하고 있다.

## 같이 보기
- 프랑스의 언어